# Vincent Foix
L'abbé Vincent Foix, né le 22 janvier 1857 à Narrosse (Landes), et mort à Laurède (Landes) en 1932, est un érudit  français auteur d'une œuvre importante sur la philologie et la langue gasconnes, ainsi que de travaux d'histoire et d'ethnologie. Son dictionnaire et ses études du gascon landais, qui étaient sous forme de manuscrits, ont été publiés en 2003 grâce au travail d'édition d'une équipe de l'université Bordeaux-Montaigne.

## Biographie
Vincent Michel Foix naît à Narrosse, dans le canton de Dax, le 22 janvier 1857, et est déclaré à l’état civil le lendemain. Son père est instituteur et sa mère ménagère. Il passe ses premières années à Narrosse. Ordonné prêtre, il devient rapidement curé de Laurède, entre Dax et Saint-Sever (Landes), où il restera de 1887 à 1932. Sa vie se déroule donc principalement en Chalosse, un terroir de Gascogne qui s'étend entre l'Adour au nord et le Béarn au sud.
| - Vivaro-alpin - Auvergnat - Limousin - Sud-vivarais - Provençal - Niçois - Languedocien - Gascon | - Baléare - Alguérois - Roussillonais - Catalan central - Catalan nord-occidental - Valencien - Ribagorsanais (Bénasquais inclus) - Aragonais |

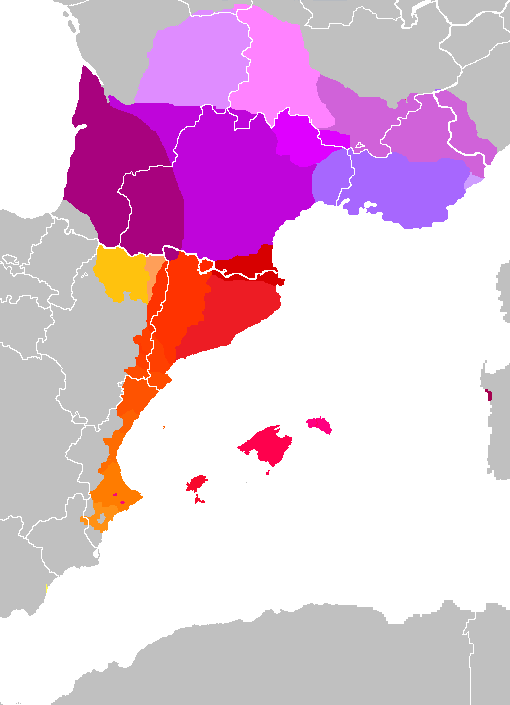
Langues et dialectes occitanoromans.
Vivaro-alpin
Auvergnat
Limousin
Sud-vivarais
Provençal
Niçois
Languedocien
Gascon
Baléare
Alguérois
Roussillonais
Catalan central
Catalan nord-occidental
Valencien
Ribagorsanais (Bénasquais inclus)
Aragonais

Il en consacre une grande partie à explorer les archives familiales, notariales et administratives ainsi que les ouvrages de la Bibliothèque nationale de France. Il consigne le résultat de ses travaux dans ses manuscrits sur la généalogie, l'histoire locale et le gascon landais, conservés aux Archives départementales des Landes. Il a été secrétaire général de la société de Borda, société savante située à Dax.
Il hérite des fonds de Jean-Baptiste Gabarra.

## Œuvres
Liste établie à partir de la notice du CTHS
- [2003] (fr + oc-gascon) Dictionnaire gascon-français (Landes) - Suivi de son lexique français-gascon et d'éléments d'un Thesaurus gascon  (préf. Paule Bétérous) (édition établie sous la direction de Paule Bétérous), Bordeaux, Presses universitaires de Bordeaux, novembre 2003, 817 p., sur books.google.fr (ISBN 2-86781-302-6, lire en ligne)
- [1890] Poésie populaire landaise : choix de prières, formulettes, attrapes, énigmes, dictons, proverbes & chants religieux, Dax, Imprimerie & lithographie Hazael Labèque, 1890, 41 p., sur occitanica.eu (lire en ligne).
- [1893] « Le vrai chemin du littoral entre Castets et Soustons », Bulletin de la société de Borda,‎ 4e trim. 1893, p. 277-279 (lire en ligne [sur gallica]).
- [1898] Le culte de Saint Michel dans les anciens diocèses landais, Aire-sur-Adour, typ. J. Labrouche, 1898, 24 p., sur gallica (lire en ligne).
- [1900] L'Ancien couvent des Ursulines de Dax, impr. J. Labrouche, 1900, 23 p..
- [1902] « Où est né Lahire », Bulletin de la société de Borda,‎ 1902, p. 69-81 (lire en ligne [sur gallica]).
- [1902] Poésie populaire landaise : choix de prières, formulettes, attrapes, énigmes, parodies, onomatopées, dictons, proverbes & chansons ; Deuxième édition entièrement revue & considérablement augmentée, Aire-sur-Adour, typ. J. Labrouche, 1902, 78 p..
- [1903] « Les clarisses de Dax, histoire et statistique », Bulletin de la société de Borda,‎ 3e et 4e trim. 1903, p. 181-204 et 229-241 (lire en ligne [sur gallica]).
- [1903-1904] « Glossaire de la sorcellerie landaise », Revue de Gascogne, t. 3 et 4,‎ 1903-1904, 257-262, 362-373 et 444-468 (1903, t. 3) ; et p. 64-78, 123-130, 185-188 (1904, t. 4) (lire en ligne [sur gallica]).
- [1904] Sorcières & loups-garous dans les Landes, 1904 (réimpr. 2001, Princi Néguer,  (ISBN 2-84618-028-8) ; 2013 2015 et 2020, Éditions des régionalismes) (lire en ligne [PDF] sur m.facebook.com).
- [1908] « La cour dels Sers, Notes et documents », Bulletin de la société de Borda,‎ 3e trim. 1908, p. 203-229 (lire en ligne [sur gallica]).
- [1911] « La coutume de Tartas », Bulletin de la société de Borda,‎ 1911, 201-233 (3e trim.) ; et 253-268 (4e trim.) (lire en ligne [sur gallica]).
- [1913] « Le Huque des Faux Nobles - Satire burlesque, par Armand (sic pour Arnaud) de BUSQUET, Chanoine de Saint-Girons ; mise au jour par l’Abbé V. Foix », Imp.-Édit. A. Nauze, Toulouse, 1913, 54 pages. (Lire en ligne) ; (consulté le= 16/02/2024).
- [1913] « Robert Mahieu, marchand cartier de Dax », Bulletin de la société de Borda, 3e trim. 1913, p. 175-182[6].
- [1916-1917] « Lalanne, essai généalogique sur les familles nobles ou titrées de ce nom », Bulletin de la société de Borda,‎ 1916-1917, 81-90 (1916) ; 183-200 (1916) ; 85-100 (1917) (lire en ligne [sur gallica]).
- [1921] « Notes sur la société populaire de Dax (1793) », Bulletin de la société de Borda,‎ 2e trim. 1921, p. 77-83 (lire en ligne [sur gallica]).
- [1930] « Coup d'œil sur la presse landaise au XIXe siècle », Bulletin de la société de Borda,‎ 1er trim. 1930, p. 18-32 (lire en ligne [sur gallica]).
- [1930] « Question : sur deux raretés bibliographiques », Revue de Gascogne,‎ février 1908, p. 55 (lire en ligne [sur gallica]).
- Dictionnaire des seigneuries, maisons nobles et maisons titrées des Landes, Archives départementales des Landes, cote II F 906. (il semble que ce document soit resté à l'état de manuscrit ?)
- Bulletin de la Société de Borda

## Lexique
Le Dictionnaire gascon-français (Landes) de Vincent Foix comporte un lexique français-gascon de plus de 8 400 entrées (édition 2003). Son auteur a étudié les parlers gascons de Chalosse et des Landes, tandis que Vastin Lespy et Paul Raymond ont élaboré leur Dictionnaire béarnais ancien et moderne avec l'étude des écrits et parlers du Béarn. Le Dictionnaire du béarnais et du gascon modernes de Simin Palay présente aussi des mots d'autres variétés de gascon.
Le linguiste Morris Swadesh a établi une liste Swadesh modèle, de près de 200 mots choisis dans la partie du lexique la plus conservée, pour être utilisée en linguistique comparée. Une liste Swadesh du gascon béarnais a déjà été établie, qui peut être comparée avec une liste Swadesh du gascon landais (établie à partir du dictionnaire gascon-français (Landes) de Vincent Foix) ou d'autres dialectes gascons, ainsi qu'avec la liste Swadesh de l'occitan générique (plutôt par province) ou la liste Swadesh du catalan disponibles.